# Bitwa pod Ołyką

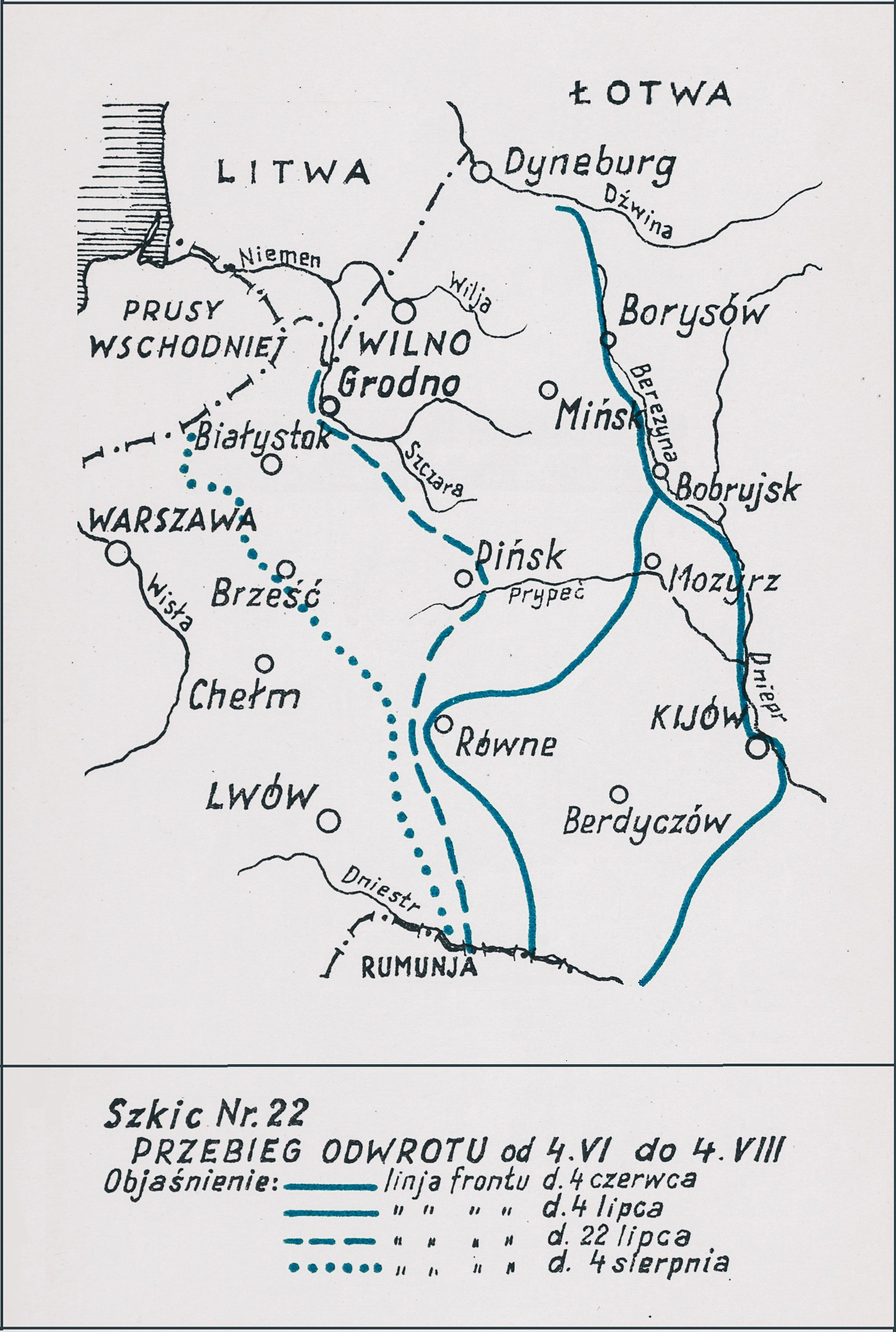
Adam Przybylski,
Wojna Polska 1918–1921

Bitwa pod Ołyką – walki polskiego 65 pułku piechoty płk. Franciszka Korewy z oddziałami sowieckiej 6 Dywizji Kawalerii Siemiona Timoszenki ze składu 1 Armii Konnej Siemiona Budionnego toczone w okresie ofensywy Frontu Południowo-Zachodniego w czasie wojny polsko-bolszewickiej.

## Sytuacja ogólna
26 maja na Ukrainie wojska sowieckiego Frontu Południowo-Zachodniego przeszły do ofensywy, a już 5 czerwca trzy dywizje sowieckiej 1 Armii Konnej Siemiona Budionnego przełamały trwale polski front pod Samhorodkiem na odcinku obrony grupy gen. Jana Sawickiego. 10 czerwca odwrót spod Kijowa w kierunku na Korosteń rozpoczęła polska 3 Armia gen. Edwarda Rydza-Śmigłego, 16 czerwca dotarła do Uszy, a 22 czerwca większość sił posiadała już na Uborci. W ostatnich dniach czerwca poszczególne związki operacyjne Frontu Ukraińskiego, dowodzonego już przez gen. Edwarda Rydza-Śmigłego, ugrupowane były w następujący sposób: Armia Ukraińska gen. Michajła Omelianowicza-Pawlenki skupiona była nad Dniestrem, w kierunku granicy z Rumunią, 6 Armia gen. Wacława Iwaszkiewicza-Rudoszańskiego zajmowała odcinek frontu Dniestr–Chmielnik–Lubar, nowo sformowana 2 Armia gen. Kazimierza Raszewskiego znajdowała się na linii rzek Słucz i Horyń, a 3 Armia gen. Edwarda Rydza-Śmigłego rozlokowana była nad Uborcią.
27 czerwca 1 Armia Konna przełamała polską obronę na Słuczy na południe od Zwiahla, na odcinku bronionym przez I Brygadę Piechoty (rez.). Kawaleria Budionnego wdarła się w lukę między lewym skrzydłem 6 Armii, a grupą gen. Leona Berbeckiego z 2 Armii. 28 czerwca padł Korzec, a 3 Dywizja Piechoty Legionów wycofała się za Horyń. 29 czerwca dowództwo polskiego Frontu Ukraińskiego przygotowało plan uderzenia na sowiecką 1 Armię Konną. Uderzyć miały jednocześnie 1. i 3 Dywizja Piechoty Legionów oraz 6 Dywizja Piechoty. Szczególne zadanie otrzymała 18 Dywizja Piechoty gen. Franciszka Krajowskiego. Miała ona doścignąć jazdę Budionnego i związać ją walką. Polski plan pobicia 1 Armii Konnej pod Korcem nie powiódł się i 2 lipca strona polska zaniechała działań ofensywnych w tym rejonie. 3 lipca 1 Armia Konna sforsowała Horyń i rozpoczęła się kilkudniowa bitwa pod Równem zakończona porażką 2 Armii gen. Kazimierza Raszewskiego. Nie zdołano rozbić 1 Armii Konnej ani zadać takich strat, które wyraźnie obniżyłyby jej wartość bojową.

## Walki pod Ołyką
Wycofująca się spod Równego 6 Dywizja Piechoty gen. Jana Romera odpoczywała w rejonie Klewania. 10 lipca otrzymała rozkaz kontynuowania odwrotu przez Derewlany – Ołykę na Romanowe Sioło.
Dowódca dywizji zdecydował maszerować drogą biegnącą wzdłuż toru kolejowego. Awangardę stanowił 11 pułk ułanów i I batalion 65 pułku piechoty. Za awangardą maszerował batalion sztabowy, a za nim pod osłoną II/65 pp tabor pułkowy. Artyleria dywizyjna i dywizyjne tabory maszerowały chronione przez III/65 pp. Szpicę tylną stanowiły 10 i 12 kompania. Prawe skrzydło kolumny ubezpieczał polski pociąg pancerny.
W połowie drogi między Klewaniem a Ołyką maszerujące kolumny zostały ostrzelane przez sowiecką artylerię konną. Pod Ołyką drogę polskiemu 65 pułkowi piechoty zagrodziły oddziały 6 Dywizji Kawalerii. Działania sowieckiej kawalerii polski dowódca początkowo ocenił jako marsz polskiego 11 pułku ułanów. Dopiero gdy Sowieci rozpoczęli szarżę, realizowaną pod przykryciem własnej artylerii, I/65 pułku piechoty rozwinął się i otworzył ogień do Kozaków. Równocześnie inne oddziały 6 Dywizji Kawalerii zaatakowały stojącą w kolumnie marszowej artylerię 6 Dywizji Piechoty. W oddziałach polskich zaczęły występować oznaki paniki
W odparcie sowieckiego ataku zaangażowane były wszystkie siły i środki, jakie miał w dyspozycji dowódca pułku płk Franciszek Korewo. Oprócz piechoty, walczyli żołnierze kompanii technicznej, szturmowej i plutonu telefonicznego. Bezpośrednio po odparciu sowieckiej szarży, I batalion uderzył na Ołykę, wdarł się do miasteczka, zdobył je po walkach ulicznych, a następnie opanował linię wzgórz dwa kilometry na zachód od Ołyki.

## Bilans walk
Zdobycie Ołyki przez I batalion 65 pułku piechoty otworzyło drogę odwrotu dla pozostałych oddziałów 6 Dywizji Piechoty. Mogła ona nadal z powodzeniem realizować postawione przed nią zadanie i 11 lipca obsadziła Łuck i zachodni brzeg Styru. Zwycięstwo pułk okupił dużymi stratami. Zginął między innymi dowódca 12 kompanii ppor Aleksander  Frank i plutonowy Karol Dźbik. Ranny został por. Jan Zwierzyński.